# MacGruber (film)
(Tagline nel film)
MacGruber è un film del 2010 diretto da Jorma Taccone.
Il film è l'adattamento cinematografico dell'omonimo sketch di Saturday Night Live ideato dallo stesso Taccone, il quale si prende gioco della serie televisiva MacGyver. La pellicola è interpretata da Will Forte, Kristen Wiig, Ryan Phillippe e Val Kilmer.
Negli Stati Uniti il film è uscito nelle sale il 21 maggio 2010, mentre in Italia è stato distribuito direttamente in DVD per il mercato home video.

## Trama
Monti Džugdžur, Siberia orientale. Il criminale Dieter Von Cunth e i suoi tirapiedi prendono possesso del potente missile nucleare X-5 uccidendo dei soldati sovietici. A causa di ciò il Colonnello Jim Faith e il Tenente Dixon Piper viaggiano nell'Ecuador alla ricerca di MacGruber, un ex-berretto verde, marine e ranger che si trova attualmente in un monastero da quando si è ritirato. Questi gli domandano di tornare a servizio dell'esercito degli Stati Uniti e attuare un piano per fermare Cunth, ma egli rifiuta. In seguito ad un tumultuoso flashback nel cuore della notte, MacGruber si ricorda che Cunth era il colpevole della morte della sua sposa Casey Fitzpatrick, che uccise durante il loro matrimonio. Decide così di aiutare l'esercito per salvare il mondo e vendicarsi di Cunth.
Dopo l'arrivo al Pentagono e di una discussione con Faith e Piper, MacGruber decide di formare da solo la sua squadra per perseguire Cunth, declinando l'offerta di formare una squadra intorno a Piper. MacGruber recluta con successo tutti i suoi compagni di guerra: Frank Korver, Vernon Freedom, Tug Phelps, Tut Beemer e Tanker Lutz, eccetto la sua amica di vecchia data Vicki St. Elmo e Brick Hughes, che egli ha rifiutato di recultare dopo aver scoperto che è gay. Prima di poter far conoscere i membri del suo "Dream Team" al Colonnello e a Piper, MacGruber provoca accidentalmente la loro morte facendoli saltare in aria all'interno di un furgone, dove egli teneva dei C-4 "fatti in casa". A causa di questo incidente, MacGruber viene cacciato fuori dalla missione contro Cunth.
Dopo una conversazione privata con Piper, MacGruber lo convince a rientrare e di formare una nuova squadra, ma Faith gli dice che devono essere almeno in tre. Proprio allora arriva Vicki, che accetta di fare parte della missione. I tre si recano così nel nightclub di Cunth localizzato a Las Vegas, dove MacGruber stupidamente annuncia a tutti i presenti la sua identità e le sue intenzioni. Viene creato un diversivo secondo il quale Vicki fingerà di essere MacGruber e andare in un bar per attirare lì Hoss Bender, uno dei mercenari che lavorano per Cunth, e prenderlo alla sprovvista. Bender però attacca Piper e MacGruber nascosti in un furgone, ma MacGruber riesce ugualmente a uccidere Bender investendolo. MacGruber recupera informazioni dagli effetti di Bender sul luogo d'incontro dove Cunth riceverà i codici d'accesso per operare l'X-5, in un magazzino. Vicki si traveste da Bender, Piper come MacGruber, mentre questo distrae le guardie camminando nudo con un pezzo sedano tra le natiche. Piper riesce ad abbattere la maggior parte degli sgherri presenti, ma purtroppo non riesce ad impedire il trasferimento dei codici d'accesso. In seguito MacGruber manda in monte un altro piano durante una festa di beneficenza organizzata da Cunth, dove viene buttato fuori dai suoi uomini.
In seguito al terzo fallimento, MacGruber torna al Pentagono dove viene rimproverato dal Colonnello Faith. Più tardi, mentre MacGruber e i suoi amici si prendono da bere, vengono improvvisamente assaliti dagli uomini di Cunth. MacGruber riesce a salvare se stesso e Vicki usando Piper come scudo umano. Subito dopo Pieper rivela di essere sopravvissuto agli spari perché all'insaputa di MacGruber indossava un giubbotto antiproiettile, ma decide di andarsene, offeso dal suo gesto egoista e a dir poco disumano. MacGuber e Vicki si recano a casa sua e fanno l'amore, ma in seguito egli si pente e va al cimitero per chiedere perdono dinanzi alla tomba della sua sposa assassinata. Il fantasma di lei invece gli consente di procedere con la relazione con Vicki e così MacGruber, stracolmo di gioia, ha un rapporto sessuale col fantasma di sua moglie sotto lo sguardo esterrefatto di uno spazzino.
Tornato all'abitazione di Vicki, MacGruber scopre che ella è stata rapita da Cunth e che il malvagio intende bombardare il Congresso con l'X-5. In seguito Cunth chiama MacGruber per deriderlo, ma MacGruber riesce a mantenerlo in linea tanto abbastanza da poter rintracciare la sua chiamata. Dopo essersi riconciliato con Piper, lui e MacGruber si recano nel covo di Cunth per salvare l'amica. In seguito ad alcune peripezie, i due riescono a liberare Vicki e MacGruber blocca Cunth amanettandolo ad un corrimano, per poi disinserire il componente nucleare del missile e mettersi in salvo con Vicki e Piper, prima che l'X-5 faccia esplodere il covo di Cunth. Sei mesi dopo MacGruber e Vicki decidono di sposarsi e durante la cerimonia MacGruber vede i fantasmi dei suoi compagni morti salutarlo (come nel finale de Star Wars: Episodio VI - Il ritorno dello Jedi).
Improvvisamente Cunth, sopravvissuto all'esplosione del suo covo ma rimastoci sfigurato, assale la cerimonia armato di bazooka. MacGruber controattacca per impedirgli di rovinare di nuovo il suo matrimonio e così lo combatte e lo getta in un precipizio nascosto dietro l'altare. Mentre cade, Cunth viene crivellato da MacGruber con un fucile d'assalto. Dopo essere impattato al suolo, MacGruber fa esplodere Cunth usando il lanciagranate incorporato al fucile e infine urina sulle sue frattaglie bruciate. Il film termina con MacGruber che si gira e accetta Vicki come sua sposa.

## Curiosità
- Nel film recitano le Superstar della World Wrestling Entertainment Chris Jericho, Mark Henry, Montel Vontavious Porter, The Great Khali, Kane e Big Show.
- Il regista Christopher Nolan ha affermato di essere un grande fan del film.[1]